# Lycée Lyautey
Pour les articles homonymes, voir Lyautey.
Le lycée Lyautey est un établissement d'enseignement secondaire français de l'Agence pour l'enseignement français à l'étranger (AEFE), situé à Casablanca (Maroc). Principalement fréquenté par des élèves issues de la haute bourgeoisie, il a été le lieu d'enseignement de nombreuses personnalités artistiques, intellectuelles, économiques, politiques et sportives, marocaines et françaises. 

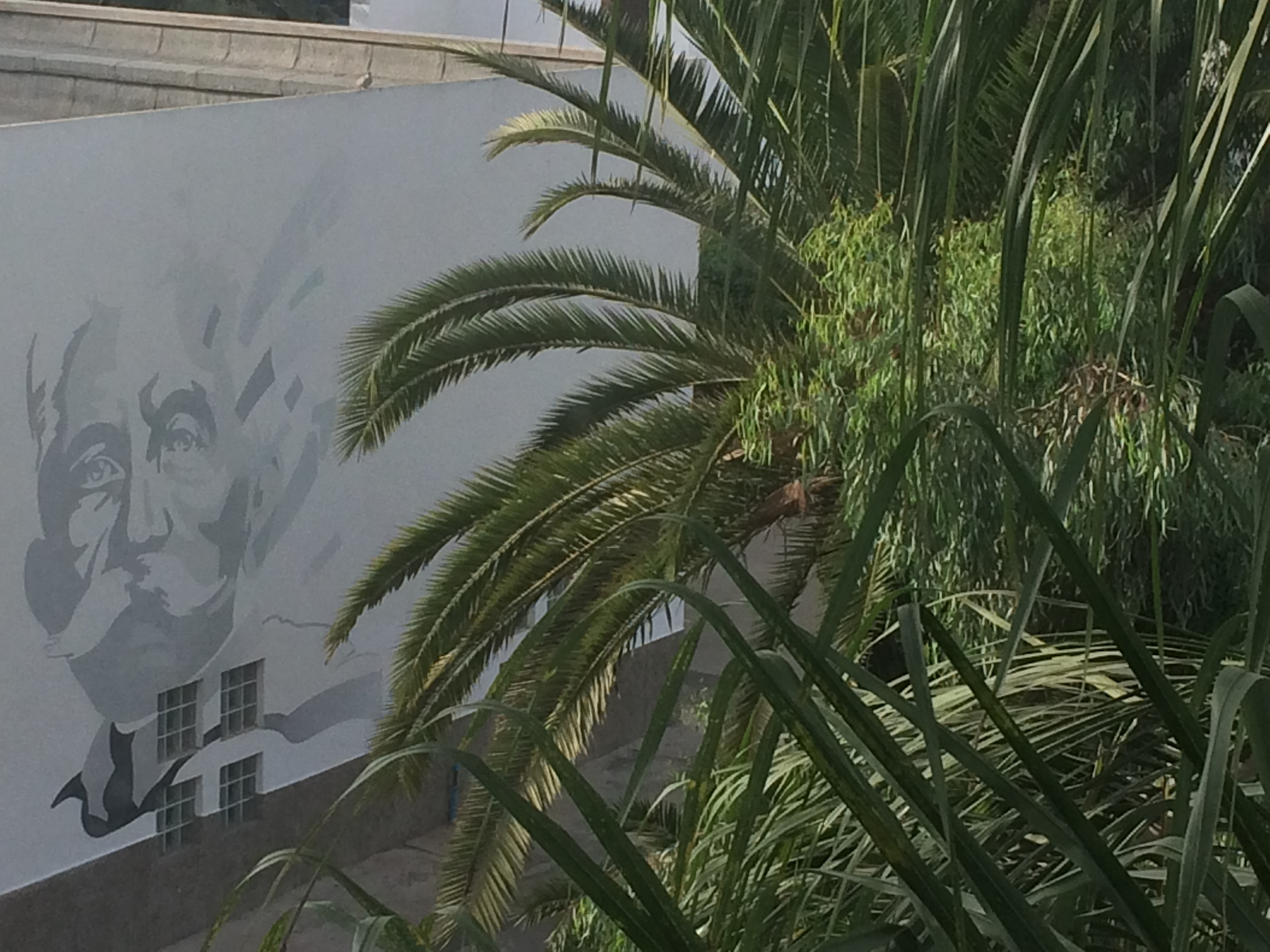
Portrait du premier résident général du Maroc, Hubert Lyautey, sur le bâtiment K du lycée.

Plus grand établissement d'enseignement français au monde hors France métropolitaine, il est aussi le plus grand établissement scolaire en Afrique, il se compose d'un collège et d'un lycée et est rattaché à l'académie de Bordeaux. Il compte tous les niveaux d'enseignement, de la sixième à la terminale. Chaque classe compte en moyenne 29 voire 30 élèves.
L'établissement compte 3 958 élèves (dont 2 182 de nationalité française parmi lesquels une majorité de binationaux) ainsi que 257 enseignants (dont 32 mis à disposition par le ministère de l’Éducation nationale au Maroc), 30 membres du personnel d'éducation et d'orientation et 92 membres du personnel d’administration, de santé, techniciens et ouvriers de service.
Le lycée porte le nom du maréchal Lyautey, premier résident général de la période du protectorat français du Maroc. Son buste trône sur le bureau du proviseur, tout comme son portrait, peint sur le mur du bâtiment K de salles informatiques, dominant ainsi les 8 hectares de cour du lycée.

## Histoire du lycée Lyautey

### Fondation
En 1919 débutent les travaux de l'ancien lycée Lyautey, avenue Mers-Sultan (aujourd'hui « Avenue du 2 mars »), alors dénommé « Grand Lycée ». Il sera inauguré en 1921. En 1929 est inauguré à son tour le « Petit Lycée », rue d’Alger, qui accueille les classes de primaire et à partir de 1933, de collège également.

### Sous le protectorat français du Maroc
À la fin du protectorat français du Maroc, la rétrocession des locaux au gouvernement marocain est organisée. Le « Grand Lycée » devient alors l'actuel lycée Mohammed-V et le « Petit Lycée » devient l'actuel[Quand ?] collège Ibn Toumert.
Durant la Seconde Guerre mondiale, le lycée perd 95 élèves et 8 professeurs[réf. souhaitée]. À leur mémoire a été érigé un monument aux morts dans le hall de l'entrée principale du lycée.

### Le lycée actuel: après 1959
Les travaux du lycée actuel débutent en 1959, boulevard Ziraoui dans le quartier Bourgogne, à l'emplacement de l'ancien camp militaire Turpin, et il sera inauguré en 1963. En 1965, le lycée annexe l'ancien camp militaire voisin, Beaulieu, alors déjà doté de quelques installations sportives.
Maurice Schumann a écrit en 1970, sur le livre d'or du lycée Lyautey, alors qu'il était ministre des Affaires étrangères de Georges Pompidou : 

« Hommage aux enseignants et au proviseur du plus grand lycée d’un empire spirituel : l’empire de la francophonie »

Le lycée est majoritairement fréquenté par des élèves appartenant à la bourgeoisie marocaine et française.
En juin 2008, une élève du lycée a été victime d'une agression au cutter. Un élève, qui aurait été amoureux d'elle mais qu'elle aurait rejeté, l'a agressée à la sortie du lycée à la fin des épreuves du baccalauréat. La jeune fille est restée à l’hôpital pendant plusieurs jours. L'agresseur a été jugé et mis en prison pour tentative de meurtre.
En janvier 2009, les élèves du lycée se mettent en grève en signe de protestation contre un mouvement de grève engagé par des enseignants du lycée détachés par le ministère de l'Éducation nationale français au Maroc (ce qui représente une vingtaine d'enseignants sur la totalité du corps professoral de l'établissement). Leur grève perturbait, en effet, les épreuves du Baccalauréat blanc, pénalisant ainsi les élèves devant les passer.
.

## Le lycée

### Admission
L'admission au collège et au lycée se fait en fonction de la nationalité et / ou du cursus scolaire.
Les élèves français sont admis de droit au titre de leur nationalité ; autrement dit, tout élève français précédemment scolarisé dans un établissement sous contrat en France ou dans un établissement homologué est admis dans la classe précisée sur la décision d’orientation. En revanche, les élèves d'une autre nationalité peuvent être admis prioritairement (« sans test-concours »), en fonction des places disponibles, s'ils sont déjà scolarisés depuis au moins deux ans, dans un établissement français hors du Maroc, homologué par le ministère français chargé de l'Éducation nationale.
Les élèves ressortissants de l’Union européenne, les enfants des personnels diplomatiques ou assimilés en poste au Maroc, ressortissants d’un pays membre de l’Organisation internationale de la francophonie (OIF), les enfants des familles expatriées arrivant pour la première fois au Maroc, originaires d’un pays membre de l’OIF, ayant suivi au moins une année complète d’enseignement en langue française, peuvent être admis en fonction des places disponibles « sans test-concours » et après avoir satisfait à une évaluation de niveau. 
Tous les jeunes ne répondant pas aux conditions précédentes ne sont admis que sur test-concours.
Si l’élève vient d’un établissement privé non conventionné ou d’un établissement non homologué (d'une autre nationalité), l’admission s’accompagne d’une évaluation de niveau.
Le principe est le même pour les établissements de l'AEFE.

### L'établissement
Le lycée Lyautey se situe dans le quartier Rakib el Aoual Omar Bnou Mohamed de Casablanca. Il possède quatre entrées : une porte « D » pour les collégiens, une porte « H » pour les lycéens, une porte principale et une porte à proximité de la salle Delacroix, utilisée uniquement lors d'évènements ouverts aux proches des élèves : réunions d'information, récital annuel, etc.
Il est composé de deux enceintes. L'une étant le lycée-collège à proprement parler, l'autre regroupant l'ensemble des installations sportives, les bâtiments technologiques du collège et les bâtiments des filières professionnelles et technologiques du lycée. Cette deuxième enceinte est appelée « Beaulieu » et se situe à moins de cent mètres au nord du lycée Lyautey.
Celui-ci est aménagé de sorte que collège et lycée soient bien délimités. Collégiens et lycéens ne peuvent se croiser, d'ailleurs, qu'à l'intérieur du bâtiment S, le bâtiment de physique-chimie et de sciences de la vie et de la terre, qui leur est commun, ou à l'intérieur du bâtiment G.

### Direction du lycée
Le proviseur du lycée est depuis la rentrée 2023, Didier Devilard.
Le proviseur du lycée est assisté d'une proviseure-adjointe au 1er cycle, Sylvie Dispa et de deux proviseurs-adjoints au 2e cycle, Nadine Lorenzo ainsi que d'un adjoint pour l'ensemble, Nicolas Bois.

### Services

#### Centre de documentation et d'information (CDI)

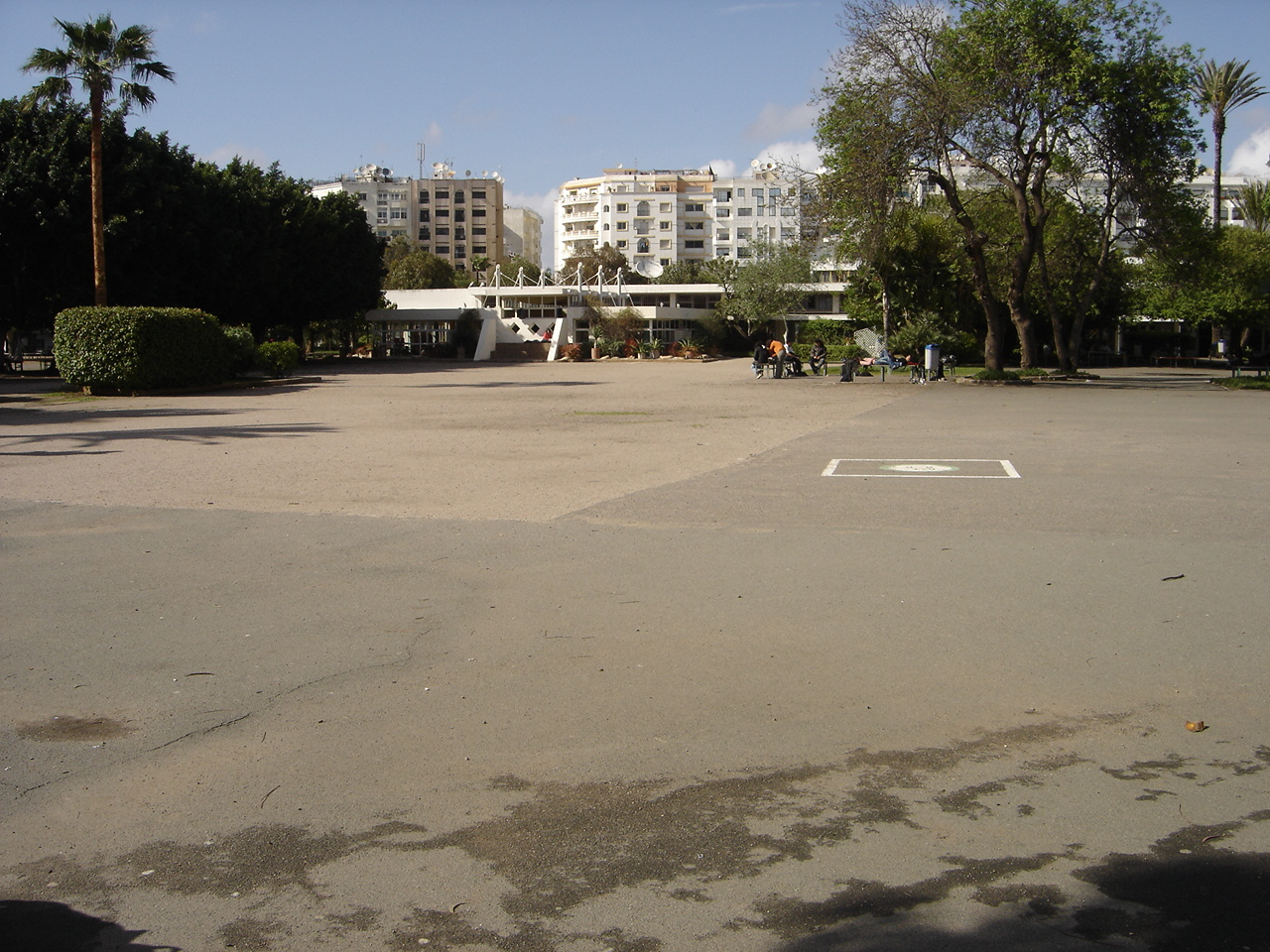
Vue de la cour du lycée (on aperçoit le CDI au dernier plan).

Il donne un accès aux élèves du collège et du lycée à :
- des revues et journaux spécialisés en langue française ;
- des romans de littératures française et étrangère ;
- de la documentation écrite thématique ;
- diverses encyclopédies ;
- différents dictionnaires de et en plusieurs langues ;
- de la documentation sur l'enseignement supérieur.

Des ordinateurs sont également mis à la disposition des élèves dans le cadre de recherches documentaires uniquement,.

#### Centre d'information et d'orientation (CIO)
Deux conseillères d’orientation-psychologues accueillent les élèves au CIO où ils peuvent se renseigner et emprunter des documents.
Un nouveau Centre d’information et d’orientation est en construction depuis l’été 2016. L’ancien local devrait servir de salle de répétition pour les élèves musiciens.

#### Centre de santé
Le lycée Lyautey comprend un centre de santé scolaire encadré par quatre infirmières, deux médecins et un psychologue vacataires. Une annexe du centre de santé est également établie sur le site de Beaulieu (renommé à l'été 2024 au nom de Complexe Sportif Nawal el Moutawakel, ancienne élève du lycée).

#### Cantine scolaire
Le lycée Lyautey dispose d'une cantine scolaire à laquelle peuvent s'inscrire les élèves du collège ou du lycée. Les élèves du lycée peuvent également faire le choix de se restaurer, de façon plus libre, à la cafétéria du lycée.
La gestion de la cantine est déléguée à une société privée extérieure à l'établissement, Newrest.

#### Divers
Les élèves du collège peuvent se restaurer à la cafétéria se situant à proximité de la cour du lycée uniquement le mercredi midi. Les élèves du lycée peuvent s'y restaurer à tout moment, lors des horaires d'ouverture.
Un accompagnement scolaire et éducatif est proposé depuis la rentrée 2016/2017 aux élèves de seconde professionnelle et depuis 2018/2019, aux élèves de 3ème en difficulté. Il est organisé en collaboration avec l'association des anciens élèves du lycée Lyautey.

### Infrastructures

#### Complexe sportif
Le complexe sportif du lycée Lyautey accueillait également, en plus des installations sportives, le hangar de technologie du collège. Il est situé à une centaine de mètres du lycée même et est communément appelé « Beaulieu ». Il se situe à l'emplacement d'un ancien camp militaire de l'armée française et son portail principal porte encore l'emblème du détachement militaire à la fin des années 1990[réf. souhaitée]. Récemment, le hangar du complexe a été rasé pour faire place à une piscine intérieure afin de proposer plus de disciplines sportives aux élèves.

#### Complexe scientifique
Le complexe scientifique du lycée Lyautey se constitue du bâtiment S où sont dispensés les enseignements de physique-chimie et de sciences de la vie et de la terre. Il est équipé de salles de classe aménagées pour les manipulations de produits dangereux et comprend également des laboratoires accessibles uniquement aux professeurs.
Après l'adoption du Schéma pluriannuel de stratégie immobilière par l'AEFE, en 2010, le lycée Lyautey prévoit la construction d'un nouveau bâtiment scientifique (en fonction depuis septembre 2014). À long terme, l'enceinte principale du lycée devra accueillir uniquement les classes du second cycle. Un nouveau collège sera construit sur le site du Complexe Nawal el Moutawakel, à l'emplacement actuel des classes des filières professionnelles et technologiques.
Le nouveau collège devrait permettre d’accueillir 2000 élèves. Sa construction devrait commencer courant 2017 pour se terminer à la rentrée 2019. De nouveaux gymnases, une piscine ainsi que la rénovation des terrains de sport sont prévus.

#### Salle Eugène-Delacroix
La salle Eugène-Delacroix accueille les conférences et les événements d'envergure organisés par ou dans le lycée Lyautey. Elle dispose d'une scène et permet donc l'organisation de concerts ou encore de représentations théâtrales.

### Bâtiments d'enseignement

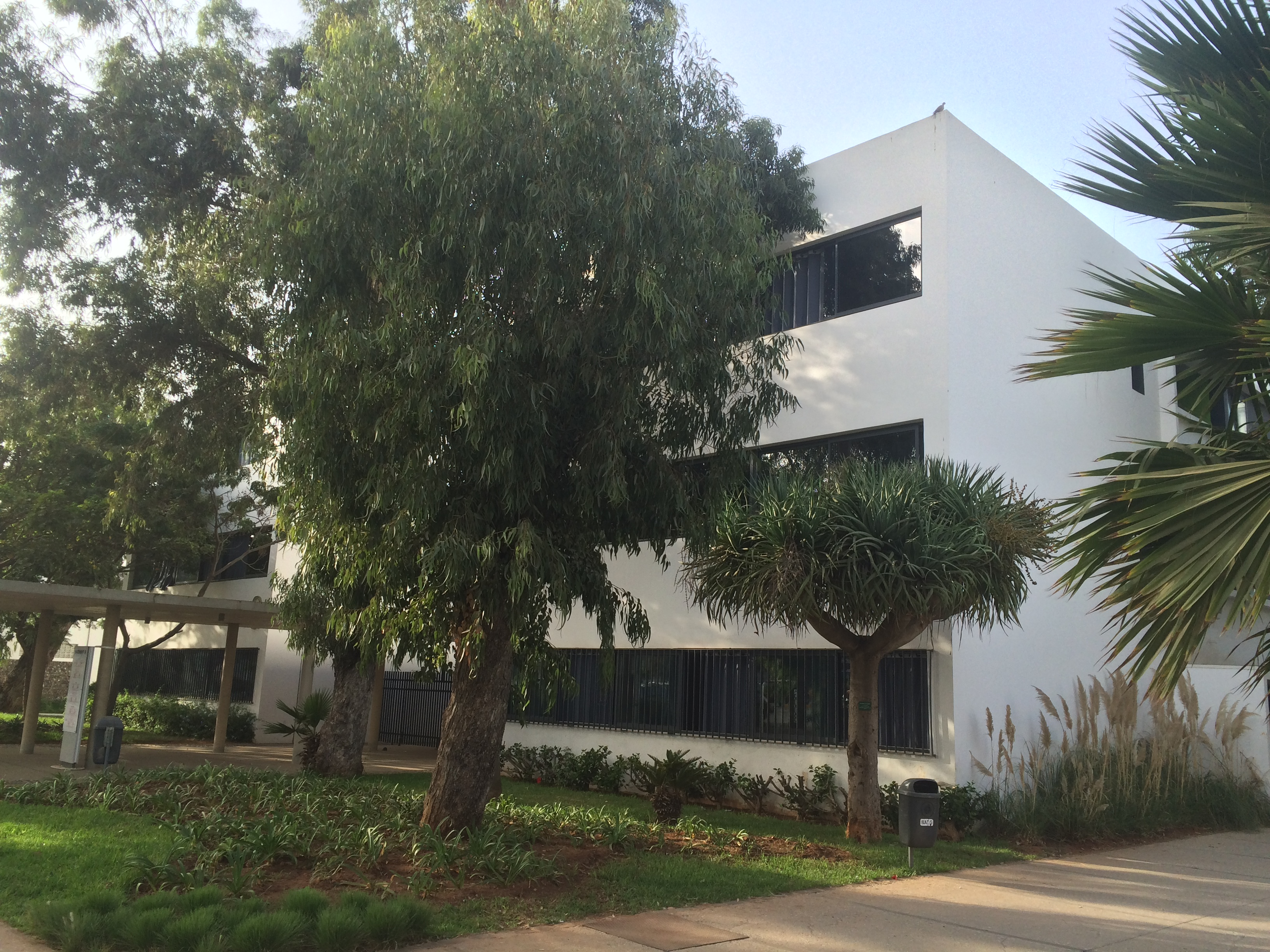
Vue du bâtiment G.

Les sections collège et lycée se répartissent de la façon suivante :
- Le bâtiment M et L pour les élèves de la 6e à la 3e (toutes matières confondues sauf arts plastiques et musique)
- Le bâtiment D, réservé aux cours de langue (anglais et espagnol) et à l'art plastique mais aussi le bâtiment administratif du collège
- Le bâtiment C, réservé à l'administration
- Le bâtiment P, pour la musique et les langues.
- Le bâtiment H, réservé aux lycéens
- Le bâtiment K, réservé aux lycéens
- Le bâtiment I, réservé aux lycéens et administrations
- Le bâtiment S, réservé aux cours de SVT et de physique-chimie ; récemment mis en service (rentrée 2014)
- Le bâtiment G, rez-de-chaussée et 1er étage réservés aux collégiens, 2e étage réservé aux lycéens (bâtiment mis en service à la rentrée 2015)

### Évolution démographique
| 1921 | 1932    | 1955    | 1963    | 2012    |
| ---- | ------- | ------- | ------- | ------- |
| 153  | ~ 1 300 | ~ 2 600 | ~ 2 800 | ~ 3 500 |

| 1945  | 1955  | 2012 |
| ----- | ----- | ---- |
| ~ 100 | ~ 200 | 257  |

### Enseignements dispensés
L'enseignement dispensé suit le programme du ministère de l'Éducation nationale en France à quelques exceptions près. En effet, aux prémices du collège, les élèves non-arabisant de naissance se voient obligés de suivre un enseignement d'arabe initiation. Quelques notions d'histoire du Maroc sont[Quand ?] également introduites dans le programme d'histoire-géographie au collège.
Les matières enseignées dépendent des classes et des groupes : SI (Section Internationale) pour les élèves marocains et SSI (Sans section internationale) / SF (Section française) pour les élèves français ou d'autres nationalités.

### Collège-lycée

#### Langues
La politique d'enseignement des langues au lycée Lyautey est stricte et ne permet pas vraiment aux élèves de choisir leurs langues, du moins pour ce qui est du collège. En effet, les élèves en SSI  doivent suivre, au moins, deux cours de langue, dans l'ordre suivant :
- anglais en LV1 (à partir de la 6e).
- espagnol en LV2 (à partir de la 4e).
- allemand en LV2 (à partir de la 4e)
- et s'ils le souhaitent, « latin » en option (à partir de la 5e).

Les élèves en SI ont l'obligation de suivre eux aussi, au moins, deux cours de langue, mais dans un tout ordre ; le suivant :
- arabe en LV1 (à partir de la 6e).
- anglais en LV2 (à partir de la 6e).
- et s'ils le souhaitent également, « latin » en option (à partir de la 5e).

Au lycée, tous les élèves peuvent suivre une LV3 en plus des enseignements du collège, à condition de ne pas suivre l'option « latin » :
- allemand.
- italien (par l'intermédiaire du CNED).
- espagnol.

Quant à l'enseignement de l'arabe pour les non-arabophones de naissance (SSI), ils doivent suivre deux années de cours d'initiation, en classes de 6e et de 5e.

#### Sports
Le lycée Lyautey dispose de nombreuses installations sportives. Elles se situent à une centaine de mètres du lycée même, dans l'enceinte du Complexe Nawal el Moutawakel.
L'Association sportive du lycée Lyautey (ASLL) permet aux élèves de pratiquer une activité sportive en dehors du cursus scolaire mais dans l'enceinte de l'établissement, le mercredi après-midi. L'ASLL est affiliée à l'UNSSFM (Union Nationale du Sport Scolaire des établissements français au Maroc) association créée en 1998 à l'initiative de deux enseignants d'EPS du lycée Lyautey et du collège Mohamédia (Mme Monique Gauthier et M. Mathieu Sauvaget). L'UNSSFM est en partenariat avec l'UNSS France depuis quelques années.
Les activités accessibles aux élèves dans le cadre de l'ASLL sont les suivantes :
- sports collectifs : basket-ball (masculin et féminin), volley-ball (masculin et féminin), football (masculin et féminin), handball (masculin et féminin), rugby et cross fit.
- sports individuels : athlétisme, danse, gymnastique sportive, escalade, badminton, tennis de table, natation.

Les sports pratiqués lors du cursus scolaire sont les mêmes, exception faite du football, du surf. À l'inverse, la course d'orientation est obligatoire au collège. Une activité intitulée Cirque est également praticable dans le cadre scolaire. Le collégien ne choisit pas les activités qu'il va pratiquer lors de son année scolaire. Le lycéen peut par contre choisir entre différents menus d'activités, à partir de la classe de première.

#### Sciences
Un enseignement scientifique est, avec la réforme de 2010, dispensé dans toutes les filières.
L'enseignement des mathématiques se concentre dans le bâtiment I du lycée ou le bâtiment M du collège et l'enseignement des différentes matières et options scientifiques se déroule exclusivement dans le pôle scientifique (nouveau bâtiment de sciences), commun au collège et au lycée, qui est équipé de laboratoires aux normes françaises en vigueur.

#### Arts visuels
Au collège, les élèves suivent des cours obligatoires de musique et d'arts plastiques.
Au lycée, les élèves peuvent choisir à partir de la seconde une option cinéma-audiovisuel, théâtre, arts plastiques ou musique durant tout leur cursus, dans les filières générales.

### Collège

#### Technologie
Un enseignement pratique et technologique leur est dispensé, dans l'enceinte du Complexe sportif Nawal el Moutawakel.

### Lycée

#### Lettres
- Philosophie.
- Lettres modernes.
- Lettres classiques.
- Littérature étrangère en anglais.

#### Économie
Deux options sont proposées aux élèves de seconde afin de les sensibiliser dans leur choix futur d'orientation : l'option Sciences Économiques et Sociales (SES) et l'option Principes Fondamentaux de l’Économie et de la Gestion (PFEG).

### Collège
| Diplôme préparé            | Intitulé de la formation |
| -------------------------- | ------------------------ |
| Diplôme national du brevet | -                        |

### Lycée

#### Formations professionnelles
| Diplôme préparé            | Intitulé de la formation |
| -------------------------- | ------------------------ |
| Baccalauréat professionnel | Gestion-Administration   |

#### Formations générales et technologiques
| Diplôme préparé            | Intitulé de la formation            |
| -------------------------- | ----------------------------------- |
| Baccalauréat général       | Littérature                         |
| Baccalauréat général       | Économique et social                |
| Baccalauréat général       | Scientifique                        |
| Baccalauréat technologique | Sciences et technologies de gestion |

## Résultats

### Performances au diplôme national du brevet
|      | Diplôme national du brevet | Évolution |
| 2010 | 92,45 %                    | -         |
| 2011 | 88,94 %                    | 3,51      |
| 2012 | 90,98 %                    | 2,04      |
| 2013 | 88,94%                     |           |
| 2014 | 92,68%                     |           |
| 2015 | 93,52%                     |           |
| 2016 | 93,88%                     |           |

Sources : Année 2010 ; Année 2011 ; Année 2012.

### Performances au brevet d'études professionnelles
|      | Brevet d'études professionnelles | Évolution |
| 2010 | 84,00 %                          | -         |
| 2011 | 84,00 %                          | =         |
| 2012 | 71,80 %                          | 12,20     |
| 2016 | 73,68%                           |           |

Sources : Année 2010 ; Année 2011 ; Année 2012.

### Performances au baccalauréat
| Année | Résultats | Évolution |
| 2010  | 91,10 %   | -         |
| 2011  | 93,98 %   | 2,88      |
| 2012  | 95,45 %   | 1,47      |
| 2016  | 95,45%    |           |

Sources : Année 2010 ; Année 2011 ; Année 2012.

#### Performances au baccalauréat par sections
|       | Baccalauréat technologique | Baccalauréat professionnel | Baccalauréat général | Baccalauréat général | Baccalauréat général |
| Année | STG puis STMG              | Pro                        | ES                   | L                    | S                    |
| 2010  | 86,32 %                    | -                          | 91,93 %              | 100,00 %             | 97,53 %              |
| 2011  | 91,60 %                    | -                          | 98,27 %              | 95,00 %              | 95,33 %              |
| 2012  | 94,94 %                    | 95,34 %                    | 98,89 %              | 93,75 %              | 94,32 %              |
| 2013  | -                          | 100%                       | 96,03%               | 96,88%               | 96,77%               |
| 2014  |                            | 100%                       | 93,53%               | 100%                 | 97,72%               |
| 2015  |                            | 100%                       | 96,41%               | 96,55%               | 95,9%                |
| 2016  | 91,89%                     | 95,45%                     | 94,52%               | 94,52%               | 95,06%               |
| 2021  | 98,74%                     | 90,9%                      | 98,98%               | 98,98%               | 98,98%               |
| 2022  | 93,60%                     | 91%                        | 98,70%               | 98,70%               | 98,70%               |

Sources : Année 2010 ; Année 2011 ; Année 2012.

#### Performances au baccalauréat technologique par spécialités
|       | Baccalauréat technologique |          |         |
| Année | STG-Mercatique             | STG-CGRH | STG-CFE |
| 2010  | 89,83 %                    | 87,50 %  | 80,95 % |
| 2011  | 87,93 %                    | 100 %    | 93,18 % |
| 2012  | 92,50 %                    | 92,31 %  | 100 %   |
| 2013  | 95,65%                     | 100%     | 100%    |
| 2014  | 87,5%                      | 100%     | 96,67%  |
| 2015  | 95%                        | 100%     | 92%     |
| 2016  | 92,31%                     | 76,47%   | 100%    |

CGRH : Communication et gestion des ressources humaines.
CFE : Comptabilité et finance d'entreprise.
Sources : Année 2010 ; Année 2011 ; Année 2012.

## Sports et vie associative
Le lycée Lyautey participe à diverses compétitions sportives, internes à l'établissement ou en partenariat avec d'autres établissements français :
- Cross d’établissement.
- Spectacle de danse (établissement).
- Fête de l’Association sportive du lycée Lyautey (ASLL).
- Cross national (pour les élèves qualifiés).
- Journée nationale de créations chorégraphiques.
- Meeting national de natation.
- Meeting national d'athlétisme.
- Rencontres nationales des sports collectifs.
- En 2016 est créé Le Défi 4000, projet mêlant découverte du Haut Atlas et expériences scientifiques. Un groupe de 20 élèves de 2nde, 1re et terminale du Lycée a été sélectionné pour cette performance.
- En 2019 est créé Le Défi 5000, projet qui succède le Défi 4000 et qui a pour but d'emmener 18 élèves de 1re et terminale du Lycée au Kenya pour faire l'ascension du Mont Kenya[16].

### Performances aux sports collectifs
Avec l'Union nationale du sport scolaire français au Maroc (UNSSFM), le lycée Lyautey participe aux rencontres nationales des sports collectifs.
En 2016, la compétition a regroupé 2 500 élèves, 19 établissements et 250 équipes.
|               | Or   | Argent | Bronze | Total |
| Lycée Lyautey | 13   | 7      | 3      | 23    |
| Reste         | 20   | 17     | 27     | 64    |
| TOTAL         | 33   | 24     | 30     | 87    |
| %             | 40 % | 30 %   | 10 %   | 26 %  |

Sources : Résultats des finales nationales des sports collectifs UNSSFM 2016.

### L'Association des anciens élèves du lycée Lyautey (AAELL)
L'Association des anciens élèves du lycée Lyautey de Casablanca (AAELL) tient son siège au lycée, au 260, boulevard Ziraoui, 20040, Casablanca.
De fréquents événements inter-promotions sont organisés par l'AAELL (afterworks, galas, journées témoignages, retours d'expérience, évènements culturels, etc.) dans différentes villes où résident les anciens élèves (Casablanca, Paris, Montréal, Milan, etc.).

### Clubs et autres activités
Les élèves peuvent se regrouper autour des clubs suivants :
- Théâtre
- Atelier Créa’danse
- Culture sportive : Formation Jeunes Officiels Arbitres Football
- Chorale
- Arts Plastiques / arts appliqués : Atelier dessin
- Atelier de cartographie : « Tous cartographes »
- Atelier « Tous chercheurs »
- Patrimoine : Atelier Patrimoine
- Développement durable : Ecolyautey, Le climat au Maroc, à nous d’agir !
- Philosophie : Matière à penser
- Mathématiques : Atelier robotique - Programmation/Construction de robots Lego EV3, Math.en.Jeans
- Action caritative : Talents de Lyautey, Les Lycéens du cœur, Sidaction Maroc
- Culture musicale : Atelier de Création musicale, le récital au mille couleurs
- Culture artistique : Atelier cinéma collège
- Culture scientifique : Club jardin
- Culture générale : Francophonie

### Partenariats
Le lycée compte parmi ses partenaires externes l'Institut français de Casablanca,.
Depuis 2019, le lycée organise un concert caritatif annuel. Le 15 mars 2019, pour la première édition, plus de 1500 personnes ont assisté au concert de deux stars international, Soolking (1ère partie) et L'Algérino (2ème partie).

### Publications du lycée
Une brochure de présentation du lycée Lyautey a été publié en 1995.
Plus récemment, a été publié sous le Haut Patronage de Sa Majesté Mohammed VI, Roi du Maroc, et, à la suite de l'initiative de trois professeurs d'Histoire-Géographie et de 44 élèves en classe de troisième dans le cadre du projet pédagogique « Le souvenir des deux guerres mondiales au Maroc » (2002-2003) :
- Jean-Pierre Riera et Christophe Touron, Ana ! Frères d'armes marocains dans les deux guerres mondiales, Casablanca, Lycée Lyautey, 2006, 1re éd. (1re éd. 2006), 333 p. (ISBN 978-9954-8383-8-9) réédition augmentée en 2014 de 152 pages.

## Anciens élèves célèbres

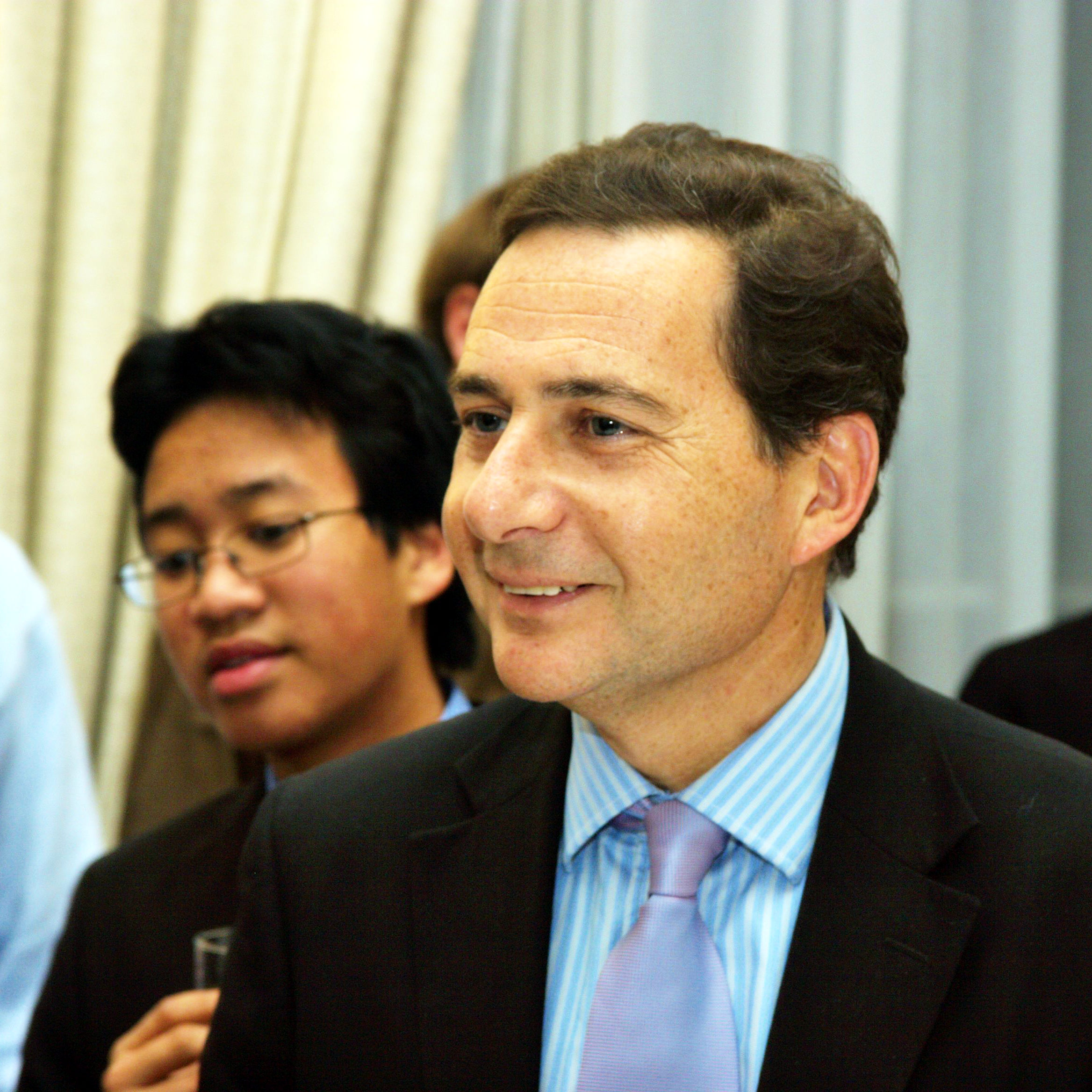
Éric Besson, secrétaire d'État, en 2008.
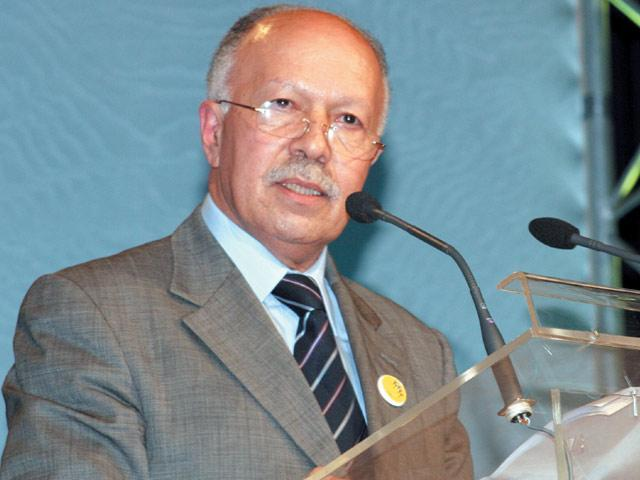
Khalid Naciri, en 2008.
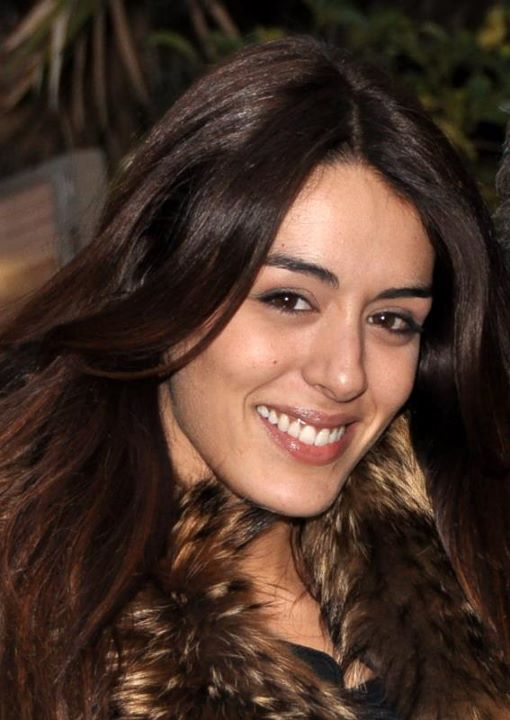
Sofia Essaïdi, en 2012.
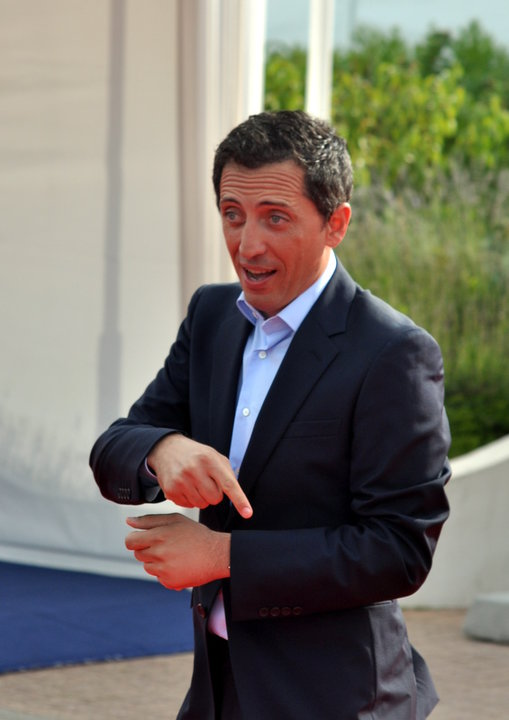
Gad Elmaleh, en 2010.
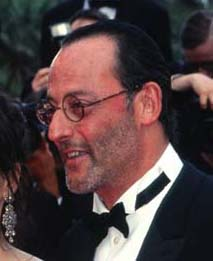
Jean Reno, en 2002.
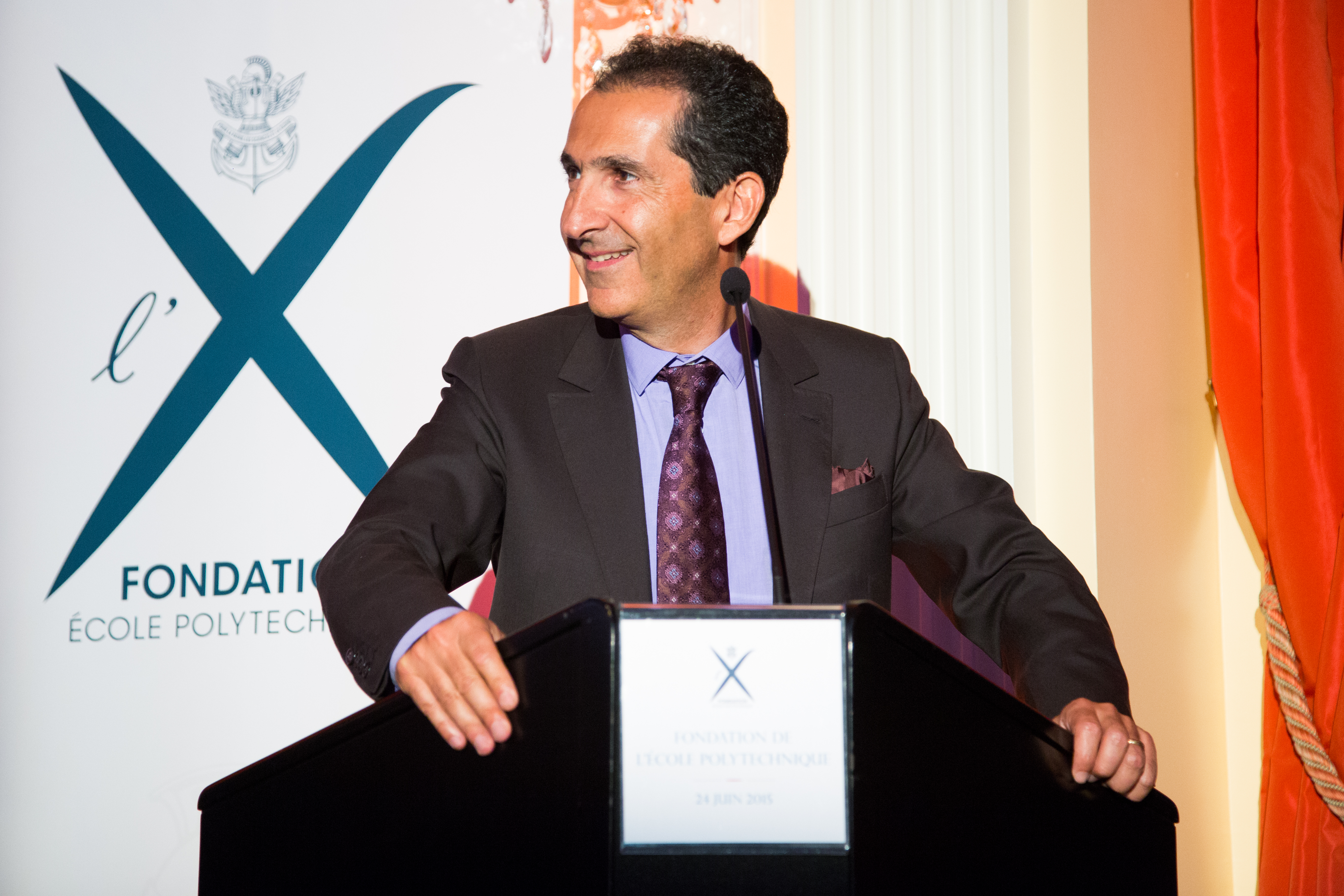
Patrick Drahi, en 2015 à l'École polytechnique.

### Dans la culture
- Dans le film Marock, de Laïla Marrakchi, une ancienne élève du lycée Lyautey, les personnages principaux sont scolarisés au lycée Lyautey.
- Dans le roman Une année chez les Français (Julliard, 2010) de Fouad Laroui, le personnage principal est un élève de 6e interne au Lycée Lyautey, dans lequel il entre en 1969. Dans ce roman, certains éléments actuels sont décrits, tels que le monument aux morts.
- Dans la web série Switchers, les deux personnages principaux à savoir Sami Fekkak (Amine) et Elodie Arnone Demoy (Anissa)  sont tous les deux anciens élèves du Lycée Lyautey.
- Le livre d'Abigail Assor, Aussi riche que le roi.

### Articles liés
- Établissement scolaire français à l'étranger
- Enseignement français au Maroc